# Feinkost Paranoia
Feinkost Paranoia ist eine Hip-Hop-Gruppe aus München, die vor allem während der 1990er-Jahre aktiv war. Die Mitglieder gelten als Pioniere des deutschsprachigen Battlerap. Feinkost Paranoia war eine der ersten deutschsprachigen Rapgruppen, die auf ungeschönte Inhalte setzten.

## Geschichte
Ihre ersten Auftritte hatte die Band 1995. Ein erstes Demo-Tape erschien unter dem Titel Planet Feinkost (Auflage 11 Stück – gingen hauptsächlich an Labels).
Die erste Platte erschien auf dem eigenen Label Knallers Inc. mit dem Titel Süsse Maus und war eine der ersten deutschen Rapreleases, welches in direkter und unzensierter Form pornografische Themen behandelt. Die in kleiner Auflage gepresste Platte gilt heute als Rarität.
Das erste Album Dorn im Dritten Auge gilt für die Gruppe als Meilenstein in der Entwicklung des Deutschen Hip Hops und trug entschieden zur Herausbildung eines unabhängigen Stils bei.
Das zweite Album Bio°Feedback erhielt im Oktober 1999 von der Redaktion des Magazins Juice die Höchstbewertung von 6 Kronen, als zweites deutsches Hip-Hop-Album überhaupt.
Die Hauptthemen der Texte von Feinkost Paranoia sind Drogen, Sex und Ausschweifungen sowie Kindheitserfahrungen und Probleme der Unterschicht. Speziell sind die Punchlines („Wir haben Phaser und Frührentner und unser Raumschiff ist sicher“) und die Tatsache, dass die Mitglieder dieser Hip-Hop-Gruppe stark von anderen musikalischen Subkulturen, wie Metal und Techno, beeinflusst werden.
Zu den Mitgliedern gehörten Milanmann / Mylander (MC / Producer), James / Esposito (MC / Producer), Burns / 218 (MC / Producer). Später kamen temporär Frank Fingerknochen und Serkan als DJs dazu.

## Diskografie
- Saugen
- Nur Muschis 12" – Cover by WONabc & COWBOY69 abc
- Deutschhiphopper (auch wenn du raver bist) [unreleased munich tape]
- Süsse Maus 12" (Knaller's Inc.)
- Dorn im dritten Auge 2LP/CD (Global (Sony BMG/Knaller's Inc.) 1998)
- Bio°Feedback 2LP/CD (Global (Sony BMG/Knaller's Inc.) 1999)
- SuperSickCitySlickers / Freaks & Fraggles 12" (Knaller's Inc.)
- Wanderimpuls 12"